# Подуст, Руслан Валерьевич
Руслан Валерьевич Подуст (укр. Руслан Валерійович Подуст; 21 января 1981) — украинский футболист, нападающий.
В 1998—2001 годах играл за харьковский «Металлист». Дебютировал в июне 1998, когда провёл два матча в первенстве первой лиги. За вторую команду «Металлиста» во второй лиге за пять сезонов в 66 играх забил 13 голов. За главную команду сыграл пять игр в сезонах 2000/2001 — 2001/2002. В сезоне 2001/2002 играл за вьетнамский клуб «Кханьхоа». Вернувшись на Украины, играл за «Звезду» Кировоград — 4 игры в первой лиге 2002/03 и «Газовик-ХГД» Харьков.